# Keira Knightley
Keira Christina Knightley (født 26. marts 1985) er en engelsk skuespillerinde. Hun begyndte at spille skuespil som barn og fik international anerkendelse i 2002 for sin rolle i filmen Bedre end Beckham. Med sin medvirken Pirates of the Caribbean-filmserien fra 2003 opnåede hun sit internationale gennembrud.
Knightley har optrådt i adskillige Hollywood-produktioner og fik Oscar- og Golden Globe Award-nomineringer for sin rolle som Elizabeth Bennet i Joe Wrights 2005-fortolkning af Jane Austens roman Stolthed og fordom. To år senere blev hun igen nomineret til en Golden Globe Award i kategorien "Bedste skuespillerinde" og i "BAFTA Award for Best Actress in a Leading Role" for hendes medvirken i Soning.

## Opvækst
Knightley blev født i Teddington, London, England, som datter af Sharman MacDonald, en prisvindende skuespilforfatter, og Will Knightley, en teater- og fjernsynsskuespiller. Hendes far er brite og hendes skotske mor er også af walisisk afstamning.  Hun har en ældre bror, Caleb.
Knightley boede i Richmond og gik på Stanley Junior School, Teddington School og Esher College. Hun blev diagnosticeret med ordblindhed som 6-årig, men var ikke desto mindre succesfuld i skolen, men valgte dog stadig at få sig en agent og forfølge en skuespillerkarriere. Hun bad om sin egen agent som bare 3-årig og fik en, da hun fyldte 6 som en gave fra hendes mor, for hendes hårde arbejde med skolen. Knightley ved at hun var "målbevidst omkring skuespillet" gennem hele hendes barndom. Hun optrådte i et utal af lokale amatør opsætninger, inklusiv After Juliet (skrevet af hendes mor) og United States (skrevet af hendes dramalærer, Ian McShane). Hun havde fokus på kunst, historie og engelsk litteratur, imens hun studerede på Esher, men tog et år ud for at fokusere på hendes skuespil, ligesom hun også afslog en plads på London Academy of Music and Drama.

## Karriere
Efter at have fået en agent som 6-årig, medvirkede Knightley mest i reklamer og mindre roller i tv-film. Den første film, hun medvirkede i, var tv-filmen fra 1993, Royal Celebration. Et år senere havde hun en mindre rolle i filmen A Village Affair. Hun medvirkede senere i Innocent Lies i 1995 og Coming Home i 1998. Hun spillede prinsesse i filmen fra 1996, The Treasure Seekers. Senere i 1999 spillede hun Rose i Oliver Twist.
Knightley medvirkede i adskillige tv-film i midten til slut 1990'erne, såvel som ITV1s The Bill. Før hun blev castet som Sabé, Padmé Amidalas lokkedue i sciencefiction blockbusteren Star Wars Episode I: Den usynlige fjende fra 1999, blev Sabés dialog dubbed over med Natalie Portmans stemme. Dette gjorde man for at skjule at tjenerinden, Padmé (spillet af Natalie Portman) faktisk var forklædt som den rigtige Dronning Amidala i slutningen af filmen. Knightley blev valgt til rollen grundet hendes store lighed med Portman; selv de to skuespilleres mødre havde svært ved at skelne døtrene fra hinanden, når de var iført fuld make-up. Knightleys første store rolle kom i 2001, da hun spillede Robin Hoods datter i Walt Disney Productions tv-film, Princess of Thieves. Hun trænede for adskillige uger i bueskydning, sværdkamp og hesteridning. Under samme periode optrådte Knightley i The Hole, en thriller som gik direkte til video i USA. Hun optrådte i mini-serie-fortolkningen af Doctor Zhivago som først gik i luften i 2002 med blandet kritik, men med høje seertal. Samme år medvirkede hun også i filmen Pure, hvor hun spiller en gravid teenager, som er afhængig af heroin og får sit barn fjernet af de sociale myndigheder.

### 2001-2005: Gennembrud
Knightleys gennembrudsrolle var i filmen Bedre end Beckham, som var en succes ved dens premiere i august i Storbritannien i 2002. Efter rollen i Bedre end Beckham blev hun valgt til storfilmen Pirates of the Caribbean: The Curse of the Black Pearl, hvor hun spillede over for Orlando Bloom og Johnny Depp. Filmen var produceret af Jerry Bruckheimer og fik positive anmeldelser ved premieren i juli 2003 , og filmen var en af de største succeser i sommeren 2003.
Knightley havde efterfølgende en rolle i den britiske romantiske komedie Love Actually (2003), hvor hun spillede over for Hugh Grant, Colin Firth og Emma Thompson. Hendes næste rolle var i filmen King Arthur (2004), som fik mindre god omtale. For at forberede sig til denne rolle havde hun trænet boksning, bueskydning og ridning fire gange om ugen igennem tre måneder. Samme år blev Knightley af læsere i bladet Hello! kåret til filmindustriens mest lovende ungdomsstjerne.
 Hun medvirkede i tre film i 2005, hvor den første var The Jacket, hvor hun spillede over for Adrien Brody. Hun optrådte herefter i Tony Scotts Domino, en actionfilm baseret på dusørjægeren Domino Harveys liv. Filmen har været en af Knightleys største filmflop til dato. Hendes kritikere har ofte sagt, at hun ikke var andet end et kønt ansigt, hvilket gjorde, at hun til magasinet Elle udtalte: "Jeg har altid følt, at jeg var den, der skulle bevise, at jeg var god nok."
Filmen Stolthed og fordom havde premiere i 2005. Knightley havde været vild med bogen, siden hun var syv år, og med sin første lønseddel som skuespiller købte hun et dukkehus, der forestillede Mr. Darcy's hus. Hun har udtalt om sin karakter, Elizabeth, at: "Skønheden ved Elizabeth er, at enhver kvinde, som læser bøger, ser ud til at kunne genkende sig selv, med alle hendes fejl og mangler. Hvis du giver en skuespiller, som bare er en smule god, muligheden for at spille en så fantastisk karakter, så vil hun nyde det i fulde drag." Magadinet Variety skrev om hendes portrættering af Elizabeth Bennet, at: "imens hun fuldt ud ligner en stjerne, har Knightley vist mere ånd end overlegenhed end tidligere i hendes karriere og giver sig fuldt ud over for den mere erfarne og klassiske Matthew Macfadyen såvel som veteranerne Brenda Blethyn, Donald Sutherland, Penelope Wilton og Judi Dench og viser en oplysende styrke, som henleder tankerne på en ung Audrey Hepburn. Mere end den ældre Jennifer Ehle i tv-serien om bogen fanger Knightley Elizabeths essentielle kådhed og ungdommelige braggadocio, hvilket gør hendes endelige forvandling endnu mere rørende." Filmen indtjente mere end 550 mimmuiner kroner verdenen over, og gav Knightley en Golden Globe- og Oscar-nominering. Oscar-nomineringen gjorde hende til den tredje yngste skuespiller, der nogensinde er blevet nomineret.

### 2006 - 2009: Fortsat succes
I 2006 var Knightley inviteret til at blive medlem af Academy of Motion Picture Arts and Sciences. Hendes største finansielle hit indtil videre Pirates of the Caribbean: Død mands kiste havde premiere i juli 2006.
Knightley medvirkede i tre større film i 2007: Silk, en fortolkning af romanen af Alessandro Baricco, Soning, en spillefilmsfortolkning af Ian McEwans bog af samme navn, hvor hun spillede overfor James McAvoy, Vanessa Redgrave og Brenda Blethyn, og endelig Pirates of the Caribbean: Ved verdens ende, som havde premiere i maj 2007. For hendes rolle i Soning modtog Knightley en Golden Globe Award-nominering i kategorien "Best Dramatic Actress" category og en BAFTA Award-nominering. Anmelderen Richard Roeper var forundret over at både Knightley og McAvoy ikke fik nogen Oscar-nominering og sagde: "Jeg synes, McAvoy og Knightley var fantastiske."
I slutningen af foråret 2007, indspillede Knightley filmen The Edge of Love med Cillian Murphy som hendes mand, Matthew Rhys som hendes barndomskærlighed, den walisiske poet Dylan Thomas og Sienna Miller som Thomas' kone Caitlin Macnamara. Knightley modtog generelt kun positive anmeldelser for hendes rolle. Filmen, som havde premiere i 2008 var redigeret af Knightleys mor, Sharman Macdonald, og instrueret af John Maybury. Hun indspillede herefter filmen The Duchess, baseret på bestselleren og biografien, Georgiana, Duchess of Devonshire af Amanda Foreman,, hvor hun spillede Georgiana Cavendish, Grevinde af Devonshire; filmen havde premiere i september 2008.
Knightley medvirkede i dramaet Last Night overfor Eva Mendes, Sam Worthington og Guillaume Canet; filmen blev instrueret af Massy Tadjedin. I april 2009 påbegyndte Knightley arbejdet med filmfortolkningen af samme navn efter den dystopiske roman "Never Let Me Go" af Kazuo Ishiguro med Andrew Garfield og Carey Mulligan. Optagelserne fandt sted i Norfolk og Clevedon i Somerset.

### 2010-2019
Knightley medvirkede i David Cronenbergs film A Dangerous Method, overfor Viggo Mortensen, hvor hun spiller Sabina Spielrein, den virkelige psychoanalyst som arbejdede med Sigmund Freud og Carl Jung. Hun genoptog samarbejdet med Joe Wright på filmatiseringen af Anna Karenina. Hun spillede overfor Mark Ruffalo i musicalen Forelsket i New York, hvor hun optrådte på filmens soundtrack, bl.a. med sangen "Lost Stars". Hun spillede overfor Benedict Cumberbatch i The Imitation Game, hvilket indbragte hende endnu en Oscar-nominering.
Hun engagerede sig herefter i en række af biroller. Hun spillede overfor Will Smith og Helen Mirren i det kritiserede drama Skønheden i alting og genopførte kort hendes rolle som Elizabeth Swann i dialogfri optræden i Pirates of the Caribbean: Salazar's Hævn. Hun genoptog samarbejdet med Disney i Lasse Hallströms filmatisering af Nøddeknækkeren. Mere succes fik hun med titelrollen i periode-dramaet Colette og som agenten Katharine Gun i thrilleren Official Secrets fra 2019.

### Teater
Knightley havde sin debut på West End i Martin Crimps version af Molières komedie, The Misanthrope, der blev opført på Comedy Theatre i London, hvor hun spillede over for Damian Lewis, Tara FitzGerald og Dominic Rowan. i december 2009. Knightley blev for sin rolle som Jennifer nomineret til en Laurence Olivier Award i kategorien "Best Supporting Actress", der anerkendte hendes teater-debut. Anmeldelserne for hendes portrættering af Jennifer i skuespillet var generelt positive. The Daily Telegraph beskrev hendes optræden som indeholdende "både kraft og bevægende intensitet" og The Independent omtalte hendes optræden som "ikke kun slående overbevisende, men, til tider, også spændende i dens satiriske selvsikkerhed", hvor The Guardian dog kommenterede at grundets karakterens natur "kunne man sige at hun ikke var overdrevet udstrakt" og Daily Mail beskrev hende som described her as "little better than adequate" and "dull" and the Daily Express stated that "Her lack of stage experience is sometimes painfully evident." Knightley modtog også en Evening Standard Award-nominering for "Nataan, hvilket, for ham, også vil være instruktionsdebut.

## Filmografi
Spillefilm
| År   | Titel                                                  | Rolle                          | Bemærkninger |
| ---- | ------------------------------------------------------ | ------------------------------ | ------------ |
| 1995 | Innocent Lies                                          | Celia som ung                  |              |
| 1999 | Star Wars Episode I: Den usynlige fjende               | Sabé (Dronning af Decoy)       |              |
| 2001 | Deflation                                              | Jogger                         |              |
| 2001 | Princess of Thieves                                    | Gwyn                           |              |
| 2001 | The Hole                                               | Frances 'Frankie' Almond Smith |              |
| 2002 | Pure                                                   | Louise                         |              |
| 2002 | Bedre end Beckham                                      | Juliette "Jules" Paxton        |              |
| 2002 | New Year's Eve                                         | Leah                           |              |
| 2002 | The Seasons Alter                                      | Helena                         |              |
| 2003 | Pirates of the Caribbean: The Curse of the Black Pearl | Elizabeth Swann                |              |
| 2003 | Love Actually                                          | Juliet                         |              |
| 2004 | King Arthur                                            | Guinevere                      |              |
| 2005 | The Jacket                                             | Jackie                         |              |
| 2005 | Domino                                                 | Domino Harvey                  |              |
| 2005 | Stolthed og fordom                                     | Elizabeth Bennet               |              |
| 2006 | Pirates of the Caribbean: Dead Man's Chest             | Elizabeth Swann                |              |
| 2007 | Pirates of the Caribbean: At World's End               | Elizabeth Swann                |              |
| 2007 | Silk                                                   | Hélène Joncour                 |              |
| 2007 | Soning                                                 | Cecilia Tallis                 |              |
| 2008 | The Edge of Love                                       | Vera Phillips                  |              |
| 2008 | The Duchess                                            | Georgiana Cavendish            |              |
| 2010 | London Boulevard                                       | Charlotte                      |              |
| 2010 | Never Let Me Go                                        | Ruth                           |              |
| 2011 | Last Night                                             | Joanna Reed                    |              |
| 2011 | A Dangerous Method                                     | Sabina Spielrein               |              |
| 2012 | Steve                                                  | Kvinde                         |              |
| 2012 | Seeking A Friend for the End of the World              | Penny                          |              |
| 2012 | Anna Karenina                                          | Anna Karenina                  |              |
| 2014 | Forelsket i New York                                   | Gretta                         |              |
| 2014 | Jack Ryan: Shadow Recruit                              | Cathy Ryan                     |              |
| 2014 | Laggies                                                | Megan                          |              |
| 2014 | The Imitation Game                                     | Joan Clarke                    |              |
| 2015 | Everest                                                | Jan Arnold                     |              |
| 2016 | Skønheden i alting                                     | Amy                            |              |
| 2017 | Pirates of the Caribbean: Salazar's Hævn               | Elizabeth Swann                | Cameo        |
| 2018 | Colette                                                | Gabrielle Colette              |              |
| 2018 | Nøddeknækkeren og de fire kongeriger                   | Sukkerfeen                     |              |
| 2019 | Official Secrets                                       | Katharine Gun                  |              |
| 2019 | Berlin, I Love You                                     | Jane                           |              |
| 2019 | The Aftermath                                          | Rachael Morgan                 |              |

TV-optrædener
| År   | Titel                                                    | Rolle                       |
| ---- | -------------------------------------------------------- | --------------------------- |
| 1993 | Screen One Royal Celebration                             | Lille Girl                  |
| 1995 | A Village Affair                                         | Natasha Jordan              |
| 1995 | The Bill                                                 | Sheena Rose                 |
| 1996 | The Treasure Seekers                                     | Prinsessen                  |
| 1998 | Coming Home                                              | Ung Judith Dunbar           |
| 1999 | Oliver Twist                                             | Rose Fleming                |
| 2001 | Princess of Thieves                                      | Gwyn (datter af Robin Hood) |
| 2002 | Doctor Zhivago                                           | Lara Antipova               |
| 2003 | Gaijin                                                   | Kate                        |
| 2007 | Robbie the Reindeer in Close Encounters of the Herd Kind | Em                          |

Teater-optrædner
| År        | Produktion          | Teater                 | Rolle               | Priser |
| --------- | ------------------- | ---------------------- | ------------------- | --- |
| 2009/2010 | The Misanthrope     | Comedy Theatre, London | Jennifer (Celimene) | Nomineret – Laurence Olivier Award for Best Performance in a Supporting Role Nomineret – Evening Standard Theatre Award for Best Actress (The Natasha Richardson Award) |
| 2011      | The Children's Hour | Comedy Theatre, London | Karen Wright        | |